# Shell Houston Open
Le Shell Houston Open est un tournoi de golf professionnel américain du PGA Tour. La première édition a eu lieu en 1946 au River Oaks Country Club, puis s'est joué sur différents parcours autour de Houston. Il se joue actuellement au Redstone Golf Club.

## Palmarès
| année                            | Vainqueur            | Nationalité      |
| -------------------------------- | -------------------- | ---------------- |
| Houston Open                     |                      |                  |
| 1946                             | Byron Nelson         | États-Unis       |
| 1947                             | Bobby Locke          | Afrique du Sud   |
| 1948                             | Pas de tournoi       | Pas de tournoi   |
| 1949                             | Johnny Palmer        | États-Unis       |
| 1950                             | Cary Middlecoff      | États-Unis       |
| 1951                             | Marty Furgol         | États-Unis       |
| 1952                             | Jack Burke Jr.       | États-Unis       |
| 1953                             | Cary Middlecoff(2)   | États-Unis       |
| 1954                             | Dave Douglas         | États-Unis       |
| 1955                             | Mike Souchak         | États-Unis       |
| 1956                             | Ted Kroll            | États-Unis       |
| 1957                             | Arnold Palmer        | États-Unis       |
| 1958                             | Ed Oliver            | États-Unis       |
| Houston Classic                  |                      |                  |
| 1959                             | Jack Burke Jr.(2)    | États-Unis       |
| 1960                             | Bill Collins         | États-Unis       |
| 1961                             | Jay Hebert           | États-Unis       |
| 1962                             | Bobby Nichols        | États-Unis       |
| 1963                             | Bob Charles          | Nouvelle-Zélande |
| 1964                             | Mike Souchak         | États-Unis       |
| 1965                             | Bobby Nichols        | États-Unis       |
| Houston Champions International  |                      |                  |
| 1966                             | Arnold Palmer        | États-Unis       |
| 1967                             | Frank Beard          | États-Unis       |
| 1968                             | Roberto De Vicenzo   | Argentine        |
| 1969                             | Pas de tournoi       | Pas de tournoi   |
| 1970                             | Gibby Gilbert        | États-Unis       |
| 1971                             | Hubert Green         | États-Unis       |
| Houston Open                     |                      |                  |
| 1972                             | Bruce Devlin         | Australie        |
| 1973                             | Bruce Crampton       | Australie        |
| 1974                             | Dave Hill            | États-Unis       |
| 1975                             | Bruce Crampton(2)    | Australie        |
| 1976                             | Lee Elder            | États-Unis       |
| 1977                             | Gene Littler         | États-Unis       |
| 1978                             | Gary Player          | Afrique du Sud   |
| 1979                             | Wayne Levi           | États-Unis       |
| Michelob-Houston Open            |                      |                  |
| 1980                             | Curtis Strange       | États-Unis       |
| 1981                             | Ron Streck           | États-Unis       |
| 1982                             | Ed Sneed             | États-Unis       |
| Houston Coca-Cola Open           |                      |                  |
| 1983                             | David Graham         | Australie        |
| 1984                             | Corey Pavin          | États-Unis       |
| Houston Open                     |                      |                  |
| 1985                             | Raymond Floyd        | États-Unis       |
| 1986                             | Curtis Strange       | États-Unis       |
| Big "I" Houston Open             |                      |                  |
| 1987                             | Jay Haas             | États-Unis       |
| Independent Insurance Agent Open |                      |                  |
| 1988                             | Curtis Strange(3)    | États-Unis       |
| 1989                             | Mike Sullivan        | États-Unis       |
| 1990                             | Tony Sills           | États-Unis       |
| 1991                             | Fulton Allem         | Afrique du Sud   |
| Shell Houston Open               |                      |                  |
| 1992                             | Fred Funk            | États-Unis       |
| 1993                             | Jim McGovern         | États-Unis       |
| 1994                             | Mike Heinen          | États-Unis       |
| 1995                             | Payne Stewart        | États-Unis       |
| 1996                             | Mark Brooks          | États-Unis       |
| 1997                             | Phil Blackmar        | États-Unis       |
| 1998                             | David Duval          | États-Unis       |
| 1999                             | Stuart Appleby       | Australie        |
| 2000                             | Robert Allenby       | Australie        |
| 2001                             | Hal Sutton           | États-Unis       |
| 2002                             | Vijay Singh          | Fidji            |
| 2003                             | Fred Couples         | États-Unis       |
| 2004                             | Vijay Singh (2)      | Fidji            |
| 2005                             | Vijay Singh (3)      | Fidji            |
| 2006                             | Stuart Appleby (2)   | Australie        |
| 2007                             | Adam Scott           | Australie        |
| 2008                             | Johnson Wagner       | États-Unis       |
| 2009                             | Paul Casey           | Angleterre       |
| 2010                             | Anthony Kim          | États-Unis       |
| 2011                             | Phil Mickelson       | États-Unis       |
| 2012                             | Hunter Mahan         | États-Unis       |
| 2013                             | Darren Andrew Points | États-Unis       |
| 2014                             | Matt Jones           | Australie        |
| 2015                             | J. B. Holmes         | États-Unis       |
| 2016                             | Jim Herman           | États-Unis       |
| 2017                             | Russell Henley       | États-Unis       |
| 2018                             | Russell Henley (2)   | États-Unis       |
| 2019                             | Lanto Griffin        | États-Unis       |
| 2020                             | Carlos Ortiz         | Mexique          |
| 2021                             | Jason Kokrak         | États-Unis       |
| 2022                             | Tony Finau           | États-Unis       |
| 2024                             | Stephan Jäger        | Allemagne        |
| 2025                             | Min Woo Lee          | Australie        |

(*) Victoires